# Ron LeFlore
Ronald LeFlore (né le 16 juin 1948 à Détroit, Michigan, États-Unis) est un joueur de baseball qui a évolué dans les Ligues majeures de 1974 à 1982 pour les Tigers de Detroit, les Expos de Montréal et les White Sox de Chicago. 
LeFlore, un voltigeur, se distinguait par sa grande vitesse autour des buts. Il a totalisé 455 buts volés au cours de sa carrière et a participé au match des étoiles en 1976. Son cheminement particulier jusqu'au baseball professionnel a été raconté en 1978 dans le film One in a million: The Ron LeFlore Story de LeVar Burton.

## Découverte
LeFlore n'avait jamais pratiqué aucun sport organisé avant son séjour en prison. Pendant son incarcération, il renonce aux drogues et à l'alcool et commence à s'adonner au baseball, étonnant prisonniers et gardiens par ses qualités athlétiques.
Le manager des Tigers de Detroit de la Ligue américaine de baseball, Billy Martin, entend parler de LeFlore par un ami propriétaire de bar. Martin aide LeFlore à obtenir une permission spéciale pour participer à un essai avec les Tigers au Tiger Stadium. Le détenu impressionne tant l'équipe que celle-ci lui accorde un contrat en juillet 1973. Ces développements permettent à LeFlore d'être libéré sur parole.

## Carrière au baseball
Sorti de prison, Ron LeFlore est assigné au club-école des Tigers de Détroit, où il est d'abord pris en charge par Jim Leyland dans le niveau A. En 1974, le joueur recrue de 26 ans joue en classe AAA, la dernière étape avant les Ligues majeures.
Le 1er août 1974, Ron LeFlore dispute son premier match dans les majeures, entreprenant un match au champ centre à Milwaukee contre les Brewers. Il est aussi le premier frappeur du rôle offensif des Tigers. Le lendemain, toujours contre les Brewers, il frappe son premier coup sûr dans les majeures aux dépens de Clyde Wright. Sauf deux fois sur des optionnels, il réussit ses deux premiers vols de but dans les grandes ligues, et vient marquer un point.
LeFlore maintient une moyenne au bâton de ,260 avec 2 circuits, 13 points produits et 23 buts volés en 59 parties pour les Tigers. En 1975, il obtient le poste de voltigeur de centre désigné de l'équipe. C'est en 1976 que ses statistiques connaîtront une forte progression : sa moyenne au bâton passe de ,258 (en 1975) à ,316 (au 5e rang dans la Ligue américaine), il frappe 172 coups sûrs et vole 58 buts. Il participe au match des étoiles le 13 juillet au Veterans Stadium de Philadelphie, amorçant la partie au champ gauche.
En 1977, il atteint les 100 points marqués pour la première fois et frappe un sommet personnel en carrière de 212 coups sûrs. Il affiche sa plus haute moyenne dans les majeures (,325), ce qui est la 5e meilleure de l'Américaine cette saison-là. Il frappe 30 doubles, 10 triples et vole 39 buts. 
En 1978, Ron LeFlore domine les Ligues majeures avec 126 points marqués. Il remporte le championnat des voleurs de buts dans la Ligue américaine avec 68 larcins en seulement 84 tentatives. Malgré 198 coups sûrs, sa moyenne au bâton baisse à ,297, mais il affiche son plus haut total de points produits (62) à vie.
En 1979, il frappe de nouveau pour ,300 et n'est retiré que 14 fois en tentative de vol, prenant 78 fois une base aux dépens de l'adversaire.
Malgré les succès de LeFlore, les Tigers décident de se départir de leur rapide voltigeur après la saison 1979, craignant sans doute qu'il ne quitte de lui-même un an plus tard, alors qu'il deviendrait joueur autonome. Le 7 décembre 1979, Ron LeFlore passe aux Expos de Montréal en retour du lanceur de relève Dan Schatzeder.
LeFlore est muté du champ centre au champ gauche par les Expos, où il remplace Warren Cromartie, déplacé au premier coussin. La surface artificielle du Stade olympique de Montréal favorise les coureurs rapides. LeFlore en profite donc pour remporter le championnat des voleurs de buts dans la Ligue nationale. Il réussit son plus haut total de buts volés en carrière (97) en seulement 116 tentatives. Premier frappeur du rôle offensif des Expos, il initie 18 double-vols avec son coéquipier Rodney Scott au cours de la saison 1980, où Montréal finit à seulement une partie du premier rang dans la division Est.
LeFlore, devenu agent libre, quitte toutefois après la saison. Il dispute 82, puis 91 parties, au cours des deux saisons suivantes chez les White Sox de Chicago. Ses statistiques offensives déclinent, mais il vole tout de même 36, puis 28 buts. Il traîne un différend avec le gérant Tony La Russa devant les médias, l'accusant à plusieurs reprises de « menteur » pour avoir brisé sa promesse de le faire jouer souvent.
En 1099 parties dans les majeures, réparties sur 9 saisons, Ron LeFlore présente une solide moyenne au bâton de ,288. Il a frappé 1283 coups sûrs, dont 172 doubles, 57 triples et 59 coups de circuit. Il a marqué 731 points, en a produit 353. Il a réussi un total de 455 vols de buts, n'étant retiré que 142 fois en tentative de vol.

## Après-carrière
En 2000, Ron LeFlore fut manager des Cheetahs de Cook County, un club de la Frontier League basé à Crestwood, Illinois.
En 2003, il dirige les Legends de Saskatoon de la Ligue canadienne de baseball. L'aventure sera brève, la ligue cessant ses activités à la mi-saison.
LeFlore a été arrêté deux fois au cours des dernières années pour avoir omis de payer une pension alimentaire : une première fois en septembre 1999, où il participe aux cérémonies entourant le dernier match de l'histoire du Tiger Stadium en sachant qu'un mandat d'arrêt est en vigueur contre lui, puis une seconde fois en 2007. 
Son cousin Todd Steverson a atteint les Ligues majeures de baseball lui aussi, jouant pour les Tigers de Détroit en 1995 et les Padres de San Diego en 1996.